# Fifty-Sixty
Fifty-Sixty è il secondo singolo estratto dal terzo album della cantante pop francese Alizée, Psychédélices. Il singolo è stato pubblicato dall'etichetta discografica RCA nel febbraio del 2008 in Francia e Messico.
La musica del brano è stata scritta dal marito della cantante, Jérémy Chatelain, insieme a Jean Fauque, mentre il video musicale è stato girato interamente in bianco e nero con alcuni effetti speciali e animazioni.
La produzione del brano è stata curata da Châtelain e Sylvain Carpentier.

## Classifiche
| Paese             | Posizione raggiunta |
| ----------------- | ------------------- |
| Belgio (Vallonia) | 23                  |